# Pino Colizzi
Pino Colizzi est un acteur italien né le 12 novembre 1937 à Rome (Italie).

## Filmographie
- 1960 : Labbra Rosse
- 1964 : 24 ore di terrore
- 1970 : Metello, de Mauro Bolognini : Renzoli
- 1971 : Forza G
- 1972 : Chronique d'un homicide (Imputazione di omicidio per uno studente) : Commisario Alberto Cottone
- 1973 : Quand la mafia s'énerve (Tutti figli di mamma santissima)
- 1973 : Baciamo le mani : Massimo
- 1974 : Il Consigliere imperiale (feuilleton TV)
- 1974 : Il Commissario Di Vincenzi (feuilleton TV) : (épisode "L'albergo delle tre rose")
- 1974 : Anna Karenina (TV)
- 1976 : L'ultima volta : directeur de banque
- 1976 : Il medico... la studentessa : Dr. Filippo Cinti
- 1976 : Pudeurs à l'italienne (Il comune senso del pudore) d'Alberto Sordi : Tiziano Ballarin
- 1977 : Jésus de Nazareth (feuilleton TV) : Jobab
- 1977 : Au plaisir de Dieu (feuilleton TV) : Paul de Plessis-Vaudreuil
- 1978 : Bermude: la fossa maledetta : Ricardo Montoya
- 1978 : Échec au gang (La Banda del gobbo) d'Umberto Lenzi : Commissioner Sarti
- 1980 : Dei miei bollenti spiriti (TV)
- 1983 : Notturno
- 1984 : Crime en Formule 1 (Delitto in Formula Uno) : L'ingeniere
- 1984 : La Mafia (feuilleton TV) : Nanni Santamaria
- 1990 : Volevo i pantaloni : Zio Vincenzino
- 1990 : Dicembre
- 1992 : Camilla, parlami d'amore (série TV)
- 1992 : Camilla (TV)
- 1994 : La Fine dell'intervista : Giacomo Manconi
- 1995 : Butterfly (feuilleton TV)
- 1999 : Un thé avec Mussolini (Tea with Mussolini) : Dino Grandi
- 2001 : Il Bello delle donne (série TV) : Gabriele De Contris